# Vikinský York
Skandinávský nebo vikinský York (anglicky Scandinavian York, Viking York, staroseversky Jórvík) je termín anglofonních historiků pro 200 let trvající skandinávské nadvlády nad severoanglickým Yorkem (Jórvíkem) s územím dnešního hrabství Yorkshire, které dobyli na anglosaské Northumbrii severští vikingové v 9. století. Skandinávští dobyvatelé u moci vystřídali northumbrijské krále a z Northumbrie se stalo království Jórvík, které bylo součástí Danelawu, té části ostrova, kde bylo „dánské právo" nadřazeno anglosaskému, resp. dánské části Anglie, která byla pod silným vlivem Dánska. Jórvík měl také vazby k Dublinskému království. Pojem „skandinávský (nebo vikinský) York“ tak trvá po celé období panování severských nebo Dány dosazených loutkových králů (867–954) a později earlů (954–asi 1066). Roku 1066 je celá Anglie včetně Jórvíku dobyta Normany.

Tažení velké pohanské armády (865–878), které zrodilo království Jórvík

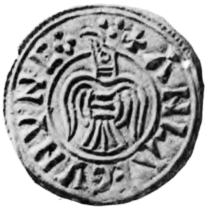
Mince s havranem ražená králem Olafem (941–944)

Dánská nadvláda nad Yorkem začíná mezi lety 866/867 po dobytí Northumbrie spojenými vojsky vikingů, které byly vedeny bratry Ivarem Bezkostým a Halfdanem Ragnarssonem, snad syny legendárního Ragnara Lodbroka. Početní vikinští bojovníci různorodého původu vešli ve známost jako velká pohanská armáda. Halfdan se posléze ujal vlády, ta ovšem neměla dlouhého trvání, zemřel zanedlouho v roce 877 v bitvě u Strangford Loughu, když se snažil uplatnit svůj nárok na Dublinské království.
Po krátkém bezvládí nastoupil na jeho místo Guthred (asi 844–895), který se stal prvním křesťanským králem vikinské Northumbrie. Za vlády Olafa Sigtryggssona (941–944) se v Jórvíku razí mince se symboly havrana, havraní korouhví a triquetrou.